# Pneumoencefalografia

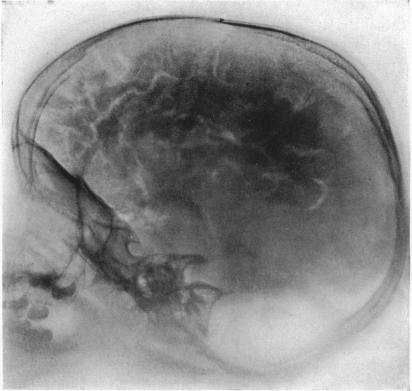
Zdjęcie komór mózgu uzyskane techniką pneumoencefalografii. Widoczne są bruzdy mózgu (sulci cerebri) i zbiorniki podpajęczynówkowe (cisternae subarachnoideales). Zdjęcie zostało wykonane w 1919 roku przez Waltera Dandy'ego, pioniera pneumoencefalografii

Pneumoencefalografia (wentrykulografia powietrzna, ang. pneumoencephalography) – inwazyjny zabieg diagnostyczny ośrodkowego układu nerwowego, polegający na zastąpieniu części płynu mózgowo-rdzeniowego powietrzem, tlenem albo helem wprowadzonym przez nakłucie do kanału rdzenia kręgowego i wykonaniu zdjęcia rentgenowskiego głowy. Gazy kontrastują dobrze układ komorowy mózgowia, co pozwalało uzyskać przyżyciowy obraz komór mózgowia zanim wynaleziono i udoskonalono inne techniki diagnostyki obrazowej układu nerwowego, TK i MRI. Metodę stosowano szeroko w połowie XX wieku, zarzucono niemal całkowicie w latach 80. Przeprowadzenie badania było niezmiernie bolesne dla pacjenta i obarczone poważnym ryzykiem powikłań. Wcześniej stosowaną metodą z której rozwinęła się pneumoencefalografia była wentrykulografia, w której powietrze wprowadzano do układu komorowego przez otwory wiercone w czaszce.